# Mordhau (videojuego)
Mordhau es un videojuego multijugador de hack and slash ambientado en la Edad Media, desarrollado por el estudio independiente esloveno Triternion, con un aspecto prominente de juego y personalización competitivo basado en habilidades. Cuenta con un sistema de combate que enfatiza el enfrentamiento cuerpo a cuerpo, basado libremente en técnicas históricas como fintas, redirección y uso alternativo de armas. Otras características incluyen armas a distancia, máquinas de asedio y envites a caballo. El juego, que fue parcialmente financiado a través de Kickstarter, fue lanzado el 29 de abril de 2019 en Steam.

## Jugabilidad
En Mordhau, los jugadores participan en combates cuerpo a cuerpo con armas medievales como espadas, lanzas, escudos, martillos, arcos y armas de asedio, entre otras. Cuando están en combate cuerpo a cuerpo, los jugadores pueden derrotar a sus oponentes utilizando técnicas como golpes direccionales, apuñalar, patear, esquivar, bloquear y parar mientras observan sus barras de salud y resistencia. Los jugadores también pueden montar a caballo en la batalla. El juego se puede observar tanto en perspectiva en primera persona como en tercera persona.

## Customización
Fuera de la partida del propio juego, el jugador puede editar y crear mercenarios para la mayoría de los modos de juego. Al crear o editar, puede cambiar el tipo de cuerpo, la cara y la voz de su mercenario con fines estéticos. Editar cosas como armaduras, armas y ventajas cuestan puntos en el juego. Dependiendo del tipo de armadura que tenga el jugador, puede verse afectada su velocidad de movimiento, así como el uso de una armadura más pesada hará que el jugador se mueva más lento y cueste más puntos, mientras que solo hay 3 niveles de armadura. Todos los valores de los puntos de armas están determinados aproximadamente por el tamaño del arma, ya que una daga ligera no sería tan costosa como un martillo pesado. El sistema de beneficios otorgará al mercenario varias habilidades pasivas a costa de puntos, y el valor del punto aumentará en función de cuán idealmente útiles sean las ventajas.

## Modos de juego
- Batalla por equipos: se forman hasta 64 jugadores divididos en dos equipos. Cada equipo comienza con 1000 puntos y compite con el otro para ganar más puntos luchando entre sí, capturando el territorio contrario y completando los objetivos del equipo. Por cada enemigo derrotado, el otro equipo pierde un punto. Capturar el territorio central o uno del enemigo reducirá los puntos del equipo contrario. Sin embargo, completar el objetivo del equipo terminará instantáneamente el juego a favor de cualquier equipo que haya completado su objetivo.[8]

- Invasión: se formarán hasta 64 jugadores en dos equipos, con un equipo actuando como atacantes y el otro como defensores. Los defensores deben proteger los objetivos clave, mientras que los atacantes deben completarlos para avanzar más. Una vez que se capturan los objetivos, los defensores deben retroceder para defender el próximo objetivo. El juego está en un temporizador, que aumenta cuando los atacantes aseguran un objetivo. Los defensores ganan si el temporizador llega a cero, mientras que los atacantes ganan si todos los objetivos se completan dentro de ese tiempo.

- Battle Royale: 64 jugadores competirán entre sí en una partida de todos contra todos. Cuando un jugador es derrotado, perderá el juego y no volverá a aparecer. El último jugador en pie será el ganador. Al comienzo del juego, todos los jugadores aparecerán sin armas ni armaduras. Deben buscar cofres que contengan equipos para aumentar sus posibilidades de supervivencia. Para evitar estancamientos, un anillo rodea todo el mapa y se encogerá lentamente para acercar a los jugadores.[8]

- Horda: un pequeño equipo de jugadores se enfrentará a oleadas de enemigos controlados por computadora que cada vez serán más difíciles. Los jugadores comenzarán sin armas ni armaduras, y su salud no se regenerará normalmente. Para regenerar la salud y ganar armas, el jugador debe derrotar a los enemigos y sobrevivir a la ronda. Derrotar a un enemigo le otorgará al jugador una cuarta parte de su salud y dinero. Completar una ola recargará la salud de los jugadores y otorgará moneda. La moneda se usa para comprar armas y armaduras. Todo el equipo que se puede comprar está disperso por todo el mapa, lo que necesita que el jugador tenga un amplio conocimiento de lugares como la ubicación de los elementos.[8]

- Escaramuza: tiene la forma de un combate a muerte en equipo; sin embargo, cuando un jugador es derrotado, no se generará por el resto de la ronda. El último equipo en pie ganará la ronda, y el juego continuará hasta que un equipo haya ganado 7 rondas.[8]

- Combate mortal: hace que todos luchen entre sí sin equipos o en una lucha libre para todos. El primer jugador en anotar la cantidad objetivo de asesinatos ganará el juego. Muchos servidores de este tipo son servidores sólo de duelo, donde dos jugadores deben tratar de conectar y provocarse entre sí para iniciar un duelo.[8]

## Desarrollo
El juego fue construido usando el motor de desarrollo Unreal Engine 4.
Marko Grgurovič, un estudiante de doctorado esloveno de ciencias de la computación en la Universidad de Primorska, comenzó a desarrollar Mordhau solo. Sin experiencia en el desarrollo de juegos, Grgurovič había comenzado a construir un prototipo en Unity llamado Project Slasher. Después de trabajar en Project Slasher durante dos años, el equipo decidió rehacer todo el proyecto, ya que no estaba a la altura de sus estándares. Durante los siguientes tres años, Grgurovič se unió a otros programadores, diseñadores gráficos y animadores de todo el mundo, muchos de los cuales disfrutaron jugando a videojuegos como Chivalry: Medieval Warfare, queriendo hacer algo similar. Esto los llevó a fundar la compañía Triternion y producir las primeras versiones del que sería finalmente Mordhau.
En marzo de 2017, la compañía lanzó una campaña de financiación por micromecenazgo en Kickstarter para recaudar fondos para su desarrollo, logrando su objetivo básico en menos de 24 horas. El juego finalmente fue lanzado el 29 de abril de 2019.

## Recepción
Se convirtió en un éxito inmediato, vendiendo 200 000 copias en menos de una semana, llegando al medio millón de ventas antes del 7 de mayo, estando entre los más vendidos de Steam. Triternion se disculpó después de que sus servidores no pudieran soportar la afluencia masiva de jugadores. Un mes después de su lanzamiento, Mordhau había vendido un millón de copias; Para celebrarlo, los desarrolladores lanzaron un nuevo mapa junto con nuevas armas y cambios estéticos.
Llegó a obtener una calificación de 8 en GameSpot, y una puntuación de 82 en Metacritic, basada en 20 reseñas, así como otras tantas críticas bastantes positivas en medios especializados. Antes del lanzamiento oficial, Mordhau recibió elogios de los primeros críticos por su sistema de lucha, el juego caótico pero divertido y sus gráficos.
Los críticos disfrutaron de su intrincado sistema de lucha del juego. James Swinbanks de GameSpot lo calificó como un videojuego "estratégico, punitivo y en última instancia satisfactorio". Patrick Hancock de Destructoid encontró "emocionante encontrar combos eficientes y únicos" que llevaron a los jugadores a desarrollar su propio estilo de juego único. Samuel Horti de IGN disfrutó del "sentimiento de progresión constante de habilidades" a medida que aprendió gradualmente la mecánica del juego a través de la experiencia y los tutoriales en vídeo. Javy Gwaltney de Game Informer compartió este sentimiento, diciendo que "cada incremento de mejora es recompensado con espectaculares manifestaciones de violencia".